# 薩迦耶見
薩迦耶見，音譯為薩迦耶達利瑟致，義譯為有身見、身見、虛偽身見、移轉身見，佛教術語，被列為五見、十隨眠之一。未斷薩迦耶見(又名五陰身見)者，必然伴隨「人我見」及「法我見」。錯誤認為靈魂真我流遷未來(人我見)，或錯誤認為五蘊一切法擁有自帶各種功能(法我見)；或錯誤認為五蘊一切法擁有自帶各種功能終歸壞滅消失(斷滅見)；或錯誤猜想有真我能擁有，或能控制，或能出生五蘊一切法(梵我見)。唯有依四聖諦斷除薩迦耶見。

## 音義
薩迦耶（巴利文：sakkāya，梵文：satkāya），又譯為薩迦邪、颯迦耶，字面意義為有身，是由巴利文與梵文的：sa（即santa，意譯為存在，有，也有虛偽、移轉的意思），以及kāya（意譯為身，即名、色諸蘊）所組成的複合詞。

## 概論
佛教「有」，是指三世；「有身」是指依三世而建立的「功能」；或依「成住壞」而建立的功能，又可稱為「命」、「壽」。不知「有身」的漏洞，稱為薩迦耶見。依四聖諦伺尋五取蘊斷薩迦耶見，即為：色身、六受身、六想身、六思身、六識身，以及六觸身，六愛身等。五取蘊皆依有身建立，有身苦、有身集、有身滅、有身滅道跡，
即是四聖諦的苦集滅道。
認為五取蘊中擁有各自功能，即我、我所。譬如火能生熱，即是我見；熱能被火生，即是我所(唯知見四聖諦者知譬喻義)見解，都名為薩迦耶見，或譯為有身見。
婆羅門教和其他沙門教派，及佛門內的外道，依他們所誤認定的我或類似概念，加以批判佛教，因為未見四聖諦故
。依五蘊可分為有五種我見，隨次深入細分為二十種薩迦耶見
。
《梵網經》記載的六十二見，都以薩迦耶見為根本
。說一切有部等將薩迦耶見列為五見之首。

## 我執
眾生無法正確觀察由五取蘊，產生愛取執著，帶來了苦。執著五蘊是我，為我執的一種，稱為薩迦耶我執。我見、我執和我所執等的根源在無明，修行八正道，得到正見智慧，可去除這些錯誤見解。